# Tribuno angusticlavio
Il tribuno angusticlavio è, nell'esercito romano, parte del gruppo di comando dei cinque tribuni della legione. Questo ufficiale trae il suo appellativo, angusticlavio, dalla fascia di porpora cucita sulla toga che ne attesta l'appartenenza al gruppo equestre. Spesso chi ricopre questo ruolo è già stato comandante di una cohors ausiliaria prima di passare alla legione.
Secondo alcuni, questo "ufficiale cadetto" è un uomo del rango equestre con esperienza militare, ma che non ha autorità. Ha il diritto di partecipare al consiglio di guerra dello stato maggiore, ma non ha potere in battaglia. La gran parte di loro serve sotto il legatus legionis, mentre pochi altri fortunati (come Agricola) sono selezionati per servire nel seguito di un governatore provinciale. Secondo Tacito non prendono il loro ruolo tanto seriamente quanto opportuno, mettendo in confronto suo suocero Agricola con altri tribuni scrivendo che a differenza di questi non «approfittò della carica di tribuno e della scusante dell'inesperienza per godersi congedi e spassi».
Secondo altri, il tribuno angusticlavio, a differenza dell'inesperto tribuno laticlavio, che si occupa della gestione amministrativa, ricopre incarichi militari effettivi. In primo luogo durante il combattimento e la marcia guida due coorti per un totale di circa 1000 uomini. Inoltre ispezionano le sentinelle, addestrano le reclute, sono presenti agli addestramenti, partecipano al consiglio di guerra ed al tribunale legionario. Nell'amministrazione, devono stilare le liste dei soldati, conferire permessi e licenze, sorvegliare gli approvvigionamenti e controllare l'ospedale da campo. È sempre in stretto contatto con la truppa della quale conosce sia le caratteristiche sia la potenza militare.

## Armamento
Il suo armamento consiste in una lorica anatomica in bronzo o cuoio duro bollito ampiamente arricchita da pterugi sia in prossimità delle spalle che al di sotto del bacino.
Gli pterugi potrebbero essere parte di una imbottitura che evitava il contatto diretto con il corpo. 
Secondo alcune testimonianze di autori latini, come Marziale, sembra che il colore preferito dai cavalieri fosse il rosso e mantello bianco bordato. La lorica è fissata da ganci di bronzo su entrambi i lati, come si evince da reperti di loriche simili (ad esempio, quelli situati presso il British Museum).
Durante le parate ufficiali o trionfali i tribuni, come molti ufficiali indossano una lorica in lino molto raffinata ed elaborata. Una tunica in lino "orlata" di porpora è posta a contatto con il corpo e giunge quasi a coprire il ginocchio. Ai piedi, i tribuni calzano dei corti stivali con risvolto, talvolta arricchiti da una orlatura di pelliccia di cucciolo di leone, mentre la daga, impreziosita da un importante "balteus" si appoggia sul fianco sinistro. Un segno distintivo è rappresentato dalla fascia sagomata che è sempre visibile sotto al petto dell'ufficiale e che ne denota la carica e l'importanza. Si trattava probabilmente di porpora quale segno inequivocabile del cavalierato. 
L'elmo, imponente e ben visibile, era spesso sormontato da una cresta colorata. Aveva le caratteristiche di un cimiero di tipo attico con visiera e paragnatidi spesso arricchite da figure allegoriche come vittorie alate o aquile con corona d'alloro sul becco. In questo caso il coppo del tribuno ha un frontalino di tipo attico del II secolo d.C. ricavato da un pezzo del museo di Leida (Rijksmuseum van Houdheden) raffigurante tre busti di divinità o personaggi illustri coronati da un piccolo alloro. 
Il braccio del comandante è spesso dotato di bracciale ornato di nobile metallo. 
Sul petto una spilla o una fibula fissava il mantello "porporato".